# Ozyptila danubiana
Ozyptila danubiana là một loài nhện trong họ Thomisidae.
Loài này thuộc chi Ozyptila. Ozyptila danubiana được miêu tả năm 1998 bởi Weiss.